# Memoria di santa Maria in sabato
La memoria di santa Maria in sabato è un antichissimo uso liturgico di devozione mariana che consiste nel dedicare la liturgia delle ore, nei sabati del tempo per Annum in cui sono permesse le memorie facoltative, a Maria.

## Storia

### Origine
L'origine di tale dedicazione risale all'epoca carolingia. Alla corte di Carlo Magno, infatti, arrivò, tra il 784 e il 791, il nuovo sacramentario gregoriano. Alcuino notò tuttavia che il formulario era incompleto: conteneva solo la messa domenicale, e per il resto della settimana si sarebbe dovuto ripetere quest'ultimo. Alcuino, per rimediare a ciò, stilò un elenco componente due messe per ciascun giorno della settimana, in modo da celebrare degnamente ogni giorno. L'elenco riportava:
- Domenica: de S. Trinitate; de gratia S. Spiritum postulandi
- Lunedì: pro peccatis; pro petitione lacrimarum
- Martedì: ad postulanda Angelica suffragia; pro tentationibus cogitationum
- Mercoledì: de s. Sapientia; ad postulandam humilitatem
- Giovedì: de caritate; contra tentationes carnis
- Venerdì: de S. Cruce; de tribulatione
- Sabato: de S. Maria; in commemoratione S. Mariae

### Motivazioni
Perché Alcuino dedicò a Maria il giorno del Sabato? Solo nel XIII secolo alcuni liturgisti elaborarono sette motivazioni.
1. Il sabato è il giorno benedetto da Dio (Gn 2,3) – Maria è la benedetta fra le donne (Lc 1,42);
2. Il sabato è il giorno santificato da Dio – Maria è la piena di grazia (Lc 1,28) da Lui santificata;
3. Il sabato è il giorno in cui Dio si riposa (Gn 2,2) – Il vero riposo di Dio è Maria a cui la liturgia applica Sir 24,8;
4. Il sabato è la porta che introduce nella domenica – Maria è stata la porta attraverso la quale Dio è venuto a noi;
5. Il sabato è il dies tra quello doloroso e quello glorioso – Maria ci guida al giorno del Signore mentre siamo pellegrinanti in questa valle di lacrime:
6. Il sabato in cui Cristo giaceva nel sepolcro vide languire la fede degli apostoli increduli – il sabato è il giorno in cui Maria conservò intatta la sua fede in Cristo;
7. Il sabato è il giorno in cui nel santuario di Blacherne in Costantinopoli la Theotokos mostra la sua potenza.

#### L'inno di Umberto de Romanis
Tali motivazioni sono spiegate dal maestro generale dei frati predicatori Umberto de Romanis nelle strofe 7-16 dell'inno da lui composto. 
7. La luce del giorno odierno
è stato il giorno del riposo
di colui che ha creato ogni cosa.
8. Così ha trovato riposo in Maria
Mentre In questa via proprio di Lui
La Vergine diventa dimora.
9. Allora sono state fatte tutte le creature
mentre Dio oggi compie
La creazione della natura.
10. Allora ha completato tutto
Quando nella madre colui che ci ha creato
Ha compiuto l'opera della grazia.
11. Giorno finalmente benedetto
Questo settimo giorno
Fu anche detto santo.
12. Quanto tu possa esser detta benedetta,
sappiamo, o Vergine singolare,
e quanto tu sia santissima.
13. Mentre tu passi al giorno gioioso,
lasciando quello della terra
questo è il giorno di mezzo.
14. Questo giorno ci libera dalle pene
Fa da mediatore, e ci conduce
Alla gioia suprema.
15. In questo giorno mentre perdeva la speranza
Il gregge che allora era timoroso
Mantiene più fermamente la fede.
16. In questo giorno quelli che sospirano
E che pregano
Vengono sicuramente ascoltati.

## Nella liturgia delle ore

### Ufficio delle letture
Si utilizzano salmi con relative antifone e prima lettura del sabato corrente, una seconda lettura tratta da un elenco di letture di Padri della Chiesa relative alla Vergine, un'orazione dedicata a Maria.

### Lodi
Si utilizzano salmi con relative antifone del Sabato corrente e lettura Breve, responsorio e orazioni proprie.

## Fonti
- it.mariedenazareth.com
- www.lateotokos.it
- Breviario Romano, memoria di Santa Maria in Sabato